# Heath Ledger
Heatcliff Andrew Ledger (4. dubna 1979 Perth, Austrálie – 22. ledna 2008 New York, USA) byl australský herec, který se stal známým zejména svou rolí ve filmu Zkrocená hora, za kterou získal i nominace na Oscara a Zlatý glóbus. Obě ceny získal in memoriam za předposlední natočený snímek, kterým byl Temný rytíř.

## Herecká kariéra
Jeho filmový debut proběhl v roce 1997 v australském filmu Blackrock, první velkou roli ale obdržel až v roce 1999, kdy si zahrál v komedii Deset důvodů, proč tě nenávidím.
Po roce 2000 hrál mimo jiné ve filmech Patriot, Příběh rytíře nebo Kletba bratří Grimmů.
V roce 2003 byl vyhlášen australským časopisem GQ „mužem roku“.
Velký úspěch zaznamenala jeho role Ennise del Mara ve filmu Zkrocená hora, za kterou byl nominován i na Oscara a na Zlatý glóbus. Během natáčení filmu se seznámil i se svou pozdější partnerkou Michelle Williamsovou, se kterou měl dceru Matildu Rose (Bojovná Růže). Pár se rozešel v září roku 2007.
Matildinou kmotrou je herečka Busy Phillips a kmotrem herec Jake Gyllenhaal, se kterým hrál Heath ve filmu Zkrocená hora.

### Úmrtí
Dne 22. ledna 2008 byl nalezen ve svém pokoji v New Yorku mrtvý. Blízko něj byly nalezeny prášky na spaní. Jeho smrt nebyla sebevražda, ale jen nešťastná náhoda. Podle prohlášení soudních lékařů se otrávil předepsanými léky na spaní. Mluvčí lékařského týmu Ellen Borakov poznamenala, že smrt nezavinilo přehnané množství, ale kombinace více léků, jako jsou antidepresiva, prášky na spaní apod. Zřejmě zemřel na srdeční kolaps, v důsledku dlouhodobého fyzického vypětí. Zemřel na začátku natáčení filmu Imaginárium dr. Parnasse.
Půl roku po jeho smrti byl do kin uveden film Temný rytíř, který jen za první víkend vydělal přes 158 miliónů dolarů a celosvětové tržby dosáhly jedné miliardy dolarů. V tomto snímku ztvárnil roli padoucha Jokera, a dne 12. ledna 2009 za ni získal cenu Zlatý glóbus in memoriam, 22. ledna 2009 byl nominován na Oscara a 22. února 2009 získal za roli Jokera, jako druhý herec v historii, i Oscara in memoriam. Mimo jiné, za tutéž roli, získal i další ocenění. Jsou to ceny BAFTA, SAG a AFI.
Jeho biografie byla vydána v knižní podobě, vyšla i v češtině.

## Kompletní filmografie
- Clowning Around 1992
- Ship to shore 1993
- Pot a dřina 1996
- Tlapka 1997 (Paws)
- Roar 1997
- Bush patrol 1997
- Blackrock 1997
- Ruce pryč 1999 (Two Hands)
- Deset důvodů, proč tě nenávidím 1999
- Patriot 2000 (The Patriot)
- Příběh rytíře 2001 (Knight's Tale)
- Ples příšer 2001 (Monster's Ball)
- Čtyři pírka 2002 (Four Feathers)
- Pojídač hříchů 2003 (Sin Eater)
- Ned Kelly 2003
- Legendy z Dogtownu 2003 (Legends of Dogtown)
- Zkrocená hora 2005 (Brokeback Mountain)
- Kletba bratří Grimmů 2005 (The Brothers Grimms)
- Casanova 2005
- Candy 2006
- Beze mě 2007 (I'm Not There)
- Temný rytíř 2008 (The Dark Knight)
- Imaginárium dr. Parnasse 2009